# Hyphessobrycon nicolasi
Hyphessobrycon nicolasi es una especie de pez de agua dulce del género Hyphessobrycon, de la familia Characidae en el orden de los Characiformes.

## Distribución
Habita en la cuenca del Plata, en el centro-este de Sudamérica. Es endémica de arroyos de la cuenca del río Uruguay en la provincia de Entre Ríos, en el nordeste de la Argentina.
La localidad tipo es: Argentina, provincia de Entre Ríos, arroyo El Pelado, tributario del río Uruguay, en las afueras de la ciudad de Colón (32°19′ S - 58°14′ O);. El holotipo es: ILPLA 1808 (49,1 mm SL, hembra); los paratipos son: ILPLA 1809 (20), 1810 (6), 1811 (8), MLP 9746 (9).